# Hermann Steudner
Hermann Steudner (Greiffenberg, Silèsia, 1 de setembre de 1832 - Waw, 10 d'abril de 1863 fou un explorador i naturalista alemany. Estudià ciències naturals a Berlín i Würzburg; de 1861 a 1862 acompanyà a Theodor von Heuglin des de Massawa a Khartum, on el 1863 formà part de l'expedició d'Alexine Tinne a la Regió de Bahr al-Ghazal; però trobant-se a Waw, caigué malalt de les febres i morí. Les seves narracions foren publicades des de 1862 fins al 1864, en el Zeitschrift für allgemeine Erdkunde, de Berlín.